# Wiewiórolotka samotna
Wiewiórolotka samotna (Anomalurus derbianus) – gatunek ssaka z rodziny wiewiórolotkowatych (Anomaluridae) żyjący w lasach tropikalnych zachodniej, środkowej i wschodniej Afryki.

## Zasięg występowania
Wiewiórolotka samotna występuje w zachodniej, środkowej i wschodniej Afryce, od Sierra Leone na wschód do Ugandy i południowo-zachodniej Kenii oraz na południe do Tanzanii, północnego Mozambiku, północnego Malawi, Zambii i północnej Angoli; także na wyspie Bioko, w Gwinei Równikowej. Jeszcze nie został zarejestrowany w Beninie, gdzie może występować; podobnie może występować na wyspie Zanzibar w archipelagu Zanzibar.

## Taksonomia
Gatunek po raz pierwszy naukowo opisał w 1842 roku brytyjski zoolog John Edward Gray, nadając mu nazwę Pteromys derbianus. Holotyp pochodził z Sierra Leone.
Chociaż opisano liczne formy A. derbianus, dotychczas nie rozpoznano żadnego podgatunku. Autorzy Illustrated Checklist of the Mammals of the World uznają ten takson za gatunek monotypowy.

### Etymologia
- Anomalurus: gr. ανωμαλος anōmalos „dziwny, nierówny”, od negatywnego przedrostka αν- an-; ομαλος omalos „równy”; ουρα oura „ogon”[24].
- derbianus: Edward Smith Stanley, 13. hrabia Derby (1775–1851), angielski zoolog, kolekcjoner, założyciel Knowsley Menagerie[25].

## Morfologia
Długość ciała (bez ogona) 260–400 mm, długość ogona 220–330 mm; masa ciała 0,45–1,1 kg. Podobne do wiewiórki zwierzę. Futro srebrzystoszare, koniuszki włosów białe. Duże oczy i uszy. Ogon długi, pokryty bardzo gęstym włosiem. Charakterystyczne dla rodziny pasy skóry rozpięte między kończynami są z wierzchu pokryte gęstą sierścią, od spodu krótkim, rzadkim futrem.

## Ekologia

### Tryb życia
Zwierzęta nocne, spędzające dzień w dziuplach drzew. Roślinożercy, żywią się kwiatami, liśćmi, orzechami, owocami, korą. Żyją samotnie lub w parach, kilka wiewiórolotek samotnych może mieszkać na tym samym drzewie. Skóry między kończynami używają do poruszania się między drzewami – skacząc z gałęzi i używając skóry jako lotni potrafią przebyć w powietrzu do 250 metrów. Nie lubią przebywać na ziemi – są na niej dość nieporadne, poruszają się skokami.

### Rozmnażanie
W zachodniej Afryce okres godowy rozpoczyna się pod koniec pory deszczowej, we wschodniej trwa cały rok. Samica rodzi 1–3 stosunkowo duże, całkowicie owłosione młode. Młode żyją w zbudowanym przez rodziców gnieździe, po zaprzestaniu karmienia mlekiem zwierzęta są przez pewien czas karmione przeżutym pokarmem przynoszonym przez dorosłe osobniki w pyskach.